# Wysokie Mazowieckie (gemeente)

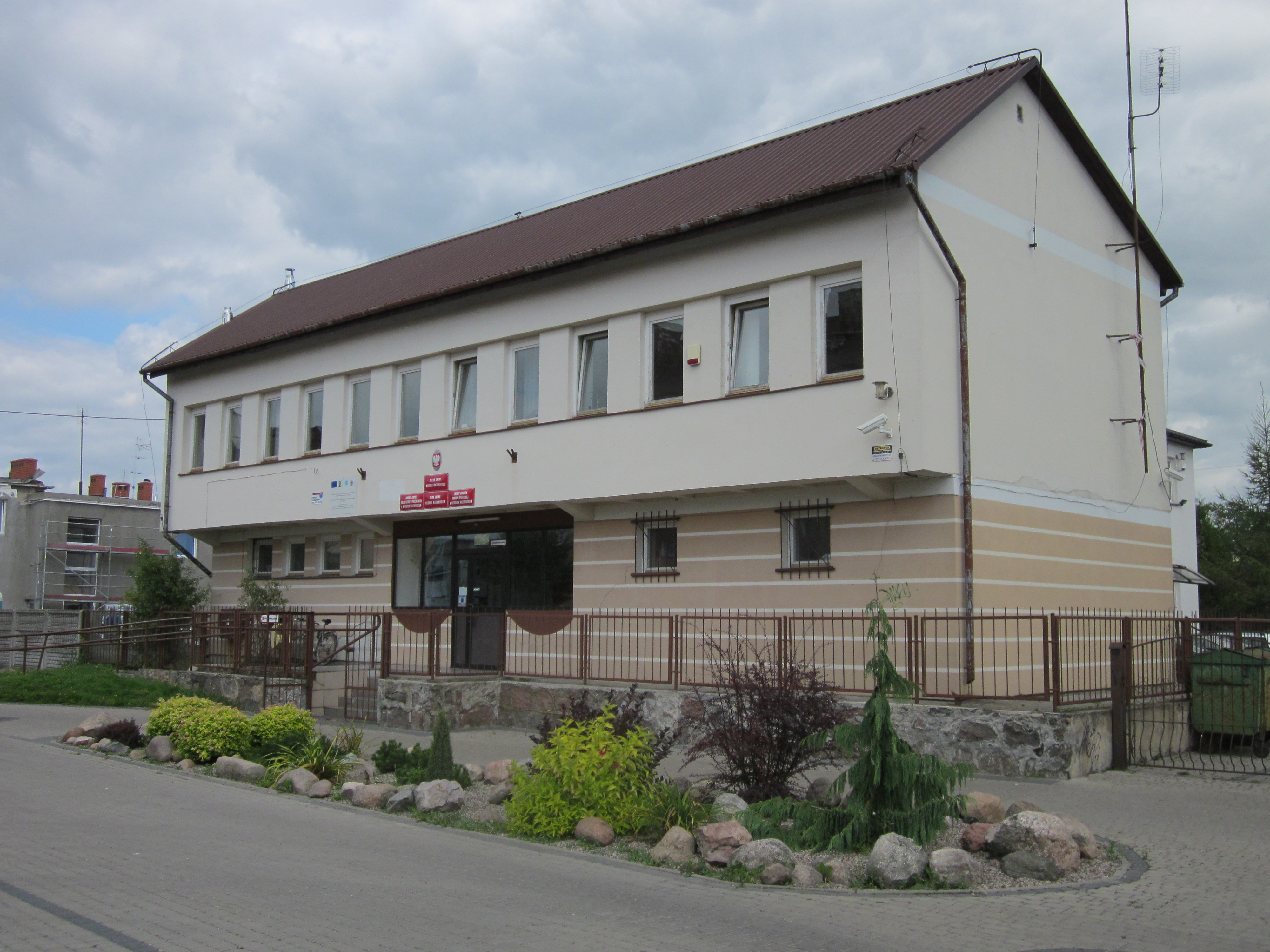
Gemeentehuis

De gemeente Wysokie Mazowieckie is een landgemeente in het Poolse woiwodschap Podlachië, in powiat Wysokomazowiecki.
De zetel van de gemeente is in Wysokie Mazowieckie.
Op 30 juni 2004 telde de gemeente 5318 inwoners.

## Oppervlakte gegevens
In 2002 bedroeg de totale oppervlakte van gemeente Wysokie Mazowieckie 166,11 km², waarvan:
- agrarisch gebied: 72%
- bossen: 23%

De gemeente beslaat 12,96% van de totale oppervlakte van de powiat.

## Demografie
Stand op 30 juni 2004:
| Omschrijving                   | Totaal | Totaal | Vrouwen | Vrouwen | Mannen | Mannen |
| ------------------------------ | ------ | ------ | ------- | ------- | ------ | ------ |
| eenheid                        | aantal | %      | aantal  | %       | aantal | %      |
| inwoners                       | 5318   | 100    | 2607    | 49      | 2711   | 51     |
| bevolkingsdichtheid (inw./km²) | 32     | 32     | 15,7    | 15,7    | 16,3   | 16,3   |

In 2002 bedroeg het gemiddelde inkomen per inwoner 1428,97 zł.

## Plaatsen
Brok, Bryki, Brzóski Brzezińskie, Brzóski-Falki, Brzóski-Gromki, Brzóski-Markowizna, Brzóski-Tatary, Buczyno-Mikosy, Bujny-Biszewo, Dąbrowa-Dzięciel, Faszcze, Gołasze-Górki, Gołasze-Puszcza, Jabłonka Kościelna, Jabłonka-Świerczewo, Jabłoń-Rykacze, Jabłoń-Uszyńskie, Kalinowo-Czosnowo, Mazury, Michałki, Miodusy-Litwa, Miodusy-Perki, Miodusy-Stasiowięta, Miodusy-Stok, Miodusy Wielkie, Mścichy, Mystki-Rzym, Nowa Ruś, Nowe Osipy, Osipy-Kolonia, Osipy-Lepertowizna, Osipy-Wandzin, Osipy-Wydziory Drugie, Osipy-Wydziory Pierwsze, Osipy-Zakrzewizna, Rębiszewo-Studzianki, Rzębiki, Sokoły-Jaźwiny, Stara Ruś, Stare Brzóski, Stare Osipy, Święck-Nowiny, Święck Wielki, Trzeciny, Tybory-Jeziernia, Tybory-Kamianka, Tybory-Misztale, Tybory-Olszewo, Tybory-Trzcianka, Tybory-Wólka, Tybory-Żochy, Wiśniówek, Wiśniówek-Kolonia, Wólka Duża, Wólka Mała, Wróble, Zawrocie-Nowiny.

## Aangrenzende gemeenten
Czyżew-Osada, Kołaki Kościelne, Kulesze Kościelne, Nowe Piekuty, Sokoły, Szepietowo, Wysokie Mazowieckie, Zambrów